# Kanton Faulquemont
Faulquemont is een kanton van het Franse departement Moselle. Het kanton maakt deel uit van de arrondissementen Forbach-Boulay-Moselle (33) en Metz (28). Het heeft een oppervlakte van 474.24 km² en telt 39.469 inwoners in 2017, dat is een dichtheid van 83 inwoners/km².

## Gemeenten
Het kanton Faulquemont omvatte tot 2014 de volgende 31 gemeenten:
- Adaincourt
- Adelange
- Arraincourt
- Arriance
- Bambiderstroff
- Créhange
- Elvange
- Faulquemont (hoofdplaats)
- Flétrange
- Fouligny
- Guinglange
- Hallering
- Han-sur-Nied
- Haute-Vigneulles
- Hémilly
- Herny
- Holacourt
- Laudrefang
- Longeville-lès-Saint-Avold
- Mainvillers
- Many
- Marange-Zondrange
- Pontpierre
- Teting-sur-Nied
- Thicourt
- Thonville
- Tritteling-Redlach
- Vahl-lès-Faulquemont
- Vatimont
- Vittoncourt
- Voimhaut

Door de herindeling van de kantons bij decreet van 18 februari 2014, met uitwerking op 22 maart 2015, werd het kanton uitgebreid. het omvat sindsdien volgende 61 gemeenten:
- Adaincourt
- Adelange
- Ancerville
- Arraincourt
- Arriance
- Aube
- Bambiderstroff
- Béchy
- Beux
- Boucheporn
- Buchy
- Chanville
- Cheminot
- Chérisey
- Créhange
- Elvange
- Faulquemont
- Flétrange
- Fleury
- Flocourt
- Fouligny
- Goin
- Guinglange
- Hallering
- Han-sur-Nied
- Haute-Vigneulles
- Hémilly
- Herny
- Holacourt
- Laudrefang
- Lemud
- Liéhon
- Longeville-lès-Saint-Avold
- Louvigny
- Luppy
- Mainvillers
- Many
- Marange-Zondrange
- Orny
- Pagny-lès-Goin
- Pommérieux
- Pontoy
- Pontpierre
- Pournoy-la-Grasse
- Rémilly
- Sillegny
- Silly-en-Saulnois
- Solgne
- Teting-sur-Nied
- Thicourt
- Thimonville
- Thonville
- Tragny
- Tritteling-Redlach
- Vahl-lès-Faulquemont
- Vatimont
- Verny
- Villers-Stoncourt
- Vittoncourt
- Voimhaut
- Zimming